# Монсон Сентер (Масачусетс)
Монсон Сентер (енгл. Monson Center) насељено је место без административног статуса у америчкој савезној држави Масачусетс.

## Демографија
По попису из 2010. године број становника је 2.107, што је 4 (0,2%) становника више него 2000. године.
| Група             | 2000.         | 2010.         |
| Белци             | 2.011 (95,6%) | 2.002 (95,0%) |
| Афроамериканци    | 24 (1,1%)     | 13 (0,6%)     |
| Азијати           | 12 (0,6%)     | 17 (0,8%)     |
| Хиспаноамериканци | 28 (1,3%)     | 42 (2,0%)     |
| Укупно            | 2.103         | 2.107         |